# Euthrenopsis bountyensis
Euthrenopsis bountyensis is een slakkensoort uit de familie van de Buccinidae. De wetenschappelijke naam van de soort is voor het eerst geldig gepubliceerd in 1929 door Powell.